# Polomarto
Polomarto is een bestuurslaag in het regentschap Purworejo van de provincie Midden-Java, Indonesië. Polomarto telt 542 inwoners (volkstelling 2010).